# Piz Nadéls
Der Piz Nadéls (oder Piz Nadels) (2788 m ü. M.) ist ein Berg in den Adula-Alpen im Schweizer Kanton Graubünden. Sein Gipfel ist als guter Aussichtspunkt über der Surselva bekannt.

## Geografie
Der Berg liegt im Nordwesten des Massivs des Piz Cavel (2945 m ü. M.). Der Gipfel des Piz Nadéls schliesst die Bergkette an der Ostseite des Val Sumvitg einen Kilometer nordwestlich vom Piz Zavragia (2813 m ü. M.) ab. Über den Nordgrat ist er, im Gebiet der Gemeinde Trun, mit dem Vorgipfel Piz Miezdi (2714 m ü. M.) verbunden.
Kennzeichnend ist die Felsspitz, die den Gipfel bildet.
Unter dem sehr steilen Westhang des Piz Nadéls liegt das Val Sumvitg mit der geschützten Auenlandschaft «Alp Val Tenigia» im Talboden. Über der Waldgrenze befindet sich unter der felsigen Gipfelzone die Alp Gargialetsch. Eine Erosionsrunse unter der Nordwestwand vergrössert sich gegen das Tal hin zum «Val Nadels»; darin verläuft ein Wildbach, der kurz vor dem Talboden die Schlucht «Val da Tuma» durchquert und dann in der Nähe des Tenigerbads in den Rein da Sumvitg mündet.
Im Nordosten liegt unter dem Gipfel der obere Talkessel des Val Zavragia mit der kleinen Bergweide «Alpetti» und dem Quellgebiet des Wildbachs Zavragia. Früher befand sich in diesem Talkessel der Zavragia-Gletscher, der aber schon in der Mitte des 20. Jahrhunderts auf ein kleiner Rest am Piz Zavragia abgeschmolzen war.
Die Nordseite des Piz Nadéls ist von gerundeten Hangformen und verschiedenen Geländeterrassen geprägt. Auf dem zwei Quadratkilometer grossen Plateau der Alp Nadéls, 1000 Meter oberhalb von Surrein und Trun, erstreckt sich eine wertvolle Moorfläche, die im Bundesinventar der Moorlandschaften von besonderer Schönheit und von nationaler Bedeutung aufgeführt ist. Neben einigen Zonen mit Flachmoor sind auf der Hochebene auch mehrere Hochmoore erhalten.
Der Gipfel des Piz Nadéls markiert den nördlichsten Punkt des ausgedehnten Landschaftsschutzgebiets Greina – Piz Medel, eines Objekts des Bundesinventars der Landschaften und Naturdenkmäler von nationaler Bedeutung.

## Infrastruktur
Tief unter dem Piz Nadéls verläuft ein Stollen des Wassersystems der Kraftwerke Vorderrhein, das Wasser vom Ausgleichsbecken Runcahez, wo der Rein da Sumvitg gestaut wird, vom Rein da Medel und von den grossen Stauseen am Vorderrhein nach Tavanasa leitet.